# Кац Борис Аронович
Бори́с Аро́нович Кац (нар. 15 липня 1947)  — радянський та російський музикознавець  і літературознавець, культуролог, пушкініст. Член Спілки композиторів Росії, член Міжнародного Бахівського товариства.

## Біографія
З 1976  — кандидат мистецтвознавства (дисертація на тему «Внутришня організація варіаційного циклу та її художнє значення», Ленінградський державний інститут театру, музики та кінематографії). 
У 1969-2000 — викладач, потім завідувач відділом теорії та аналізу Музичного училища ім. М. П. Мусоргського в Ленінграді.
2000 року  — організував факультет історії мистецтв Європейського університету в Санкт-Петербурзі. Був обраний його деканом, одночасно професор. У число курсів, які читає Б. Кац входять: «Взаємини музики та кінематографа», «З історії російсько-європейських мистецьких контактів. Ч.3. Музичні мистецтва», «Інтерпретація художнього тексту. Ч.3. Музика», «Про контакти літератури та музики», «Семіотика мистецтв. Ч.3. Музика».

### Сім'я
- Дружина  — історик літератури Віра Аркадіївна Мільчина.

### Наукові інтереси
Теорія культури; взаємозв'язок музики, літератури та інших видів мистецтва в російській культурі XVIII — XX століть; музика епохи Бароко та XX століття; методи структурного та інтертекстуального аналізу художніх текстів.
Опублікував та досліджував музичні композиції Бориса Пастернака. Ряд робіт присвячені музично-літературним аспектам творчості Ахматової, Осипа Мандельштама, А. С. Пушкіна, а також музиці російського кінематографа та творчості сучасних російських композиторів (Г. І. Уствольської, Б. І. Тищенко).. Дослідження Б. Каца цитуються як російськими, так і зарубіжними авторами, на них посилаються в зарубіжних підручниках для університетів  (таких як Північно-Західний університет, навчання на ступінь доктора наук в Мічиганському університеті та інші.

### Нагороди та премії
- 1998  — Заслужений працівник культури РФ[24]